# 蘇格蘭皇家軍樂團
蘇格蘭皇家軍樂團為皇家蘇格蘭兵團的軍樂隊。軍團的國防義勇軍營隊中有兩支軍樂隊，分別為蘇格蘭皇家高地軍樂團以及蘇格蘭皇家低地軍樂團。
蘇格蘭皇家軍樂團亦為陸軍軍樂隊轄下兩支步兵軍樂隊的其中一支。